# (9166) 1987 SC6
A (9166) 1987 SC6 a Naprendszer kisbolygóövében található aszteroida. Zdenka Vávrová fedezte fel 1987. szeptember 21-én.